# بسماركية

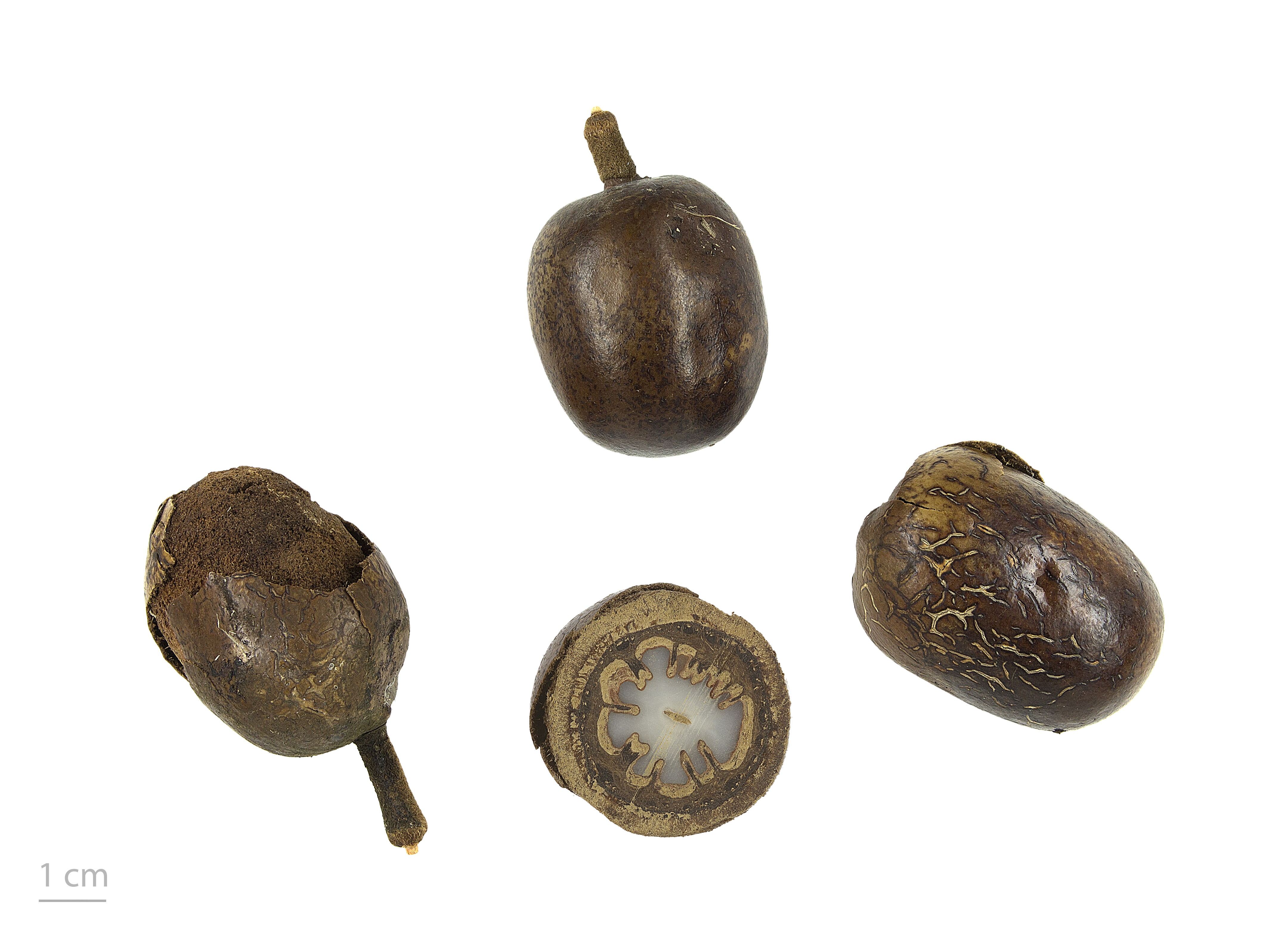
Bismarckia nobilis

بسماركية (الاسم العلمي: Bismarckia) هو جنس نباتي يتبع فصيلة الفوفلية من رتبة الفوفليات. سُمي هذه الجنس على أوتو فون بسمارك.

## أنواع البسماركية
البسماركية هي جنس وحيد النوع:
- بسماركية نبيلة (الاسم العلمي: Bismarckia nobilis)